# Rehnenhofkapelle

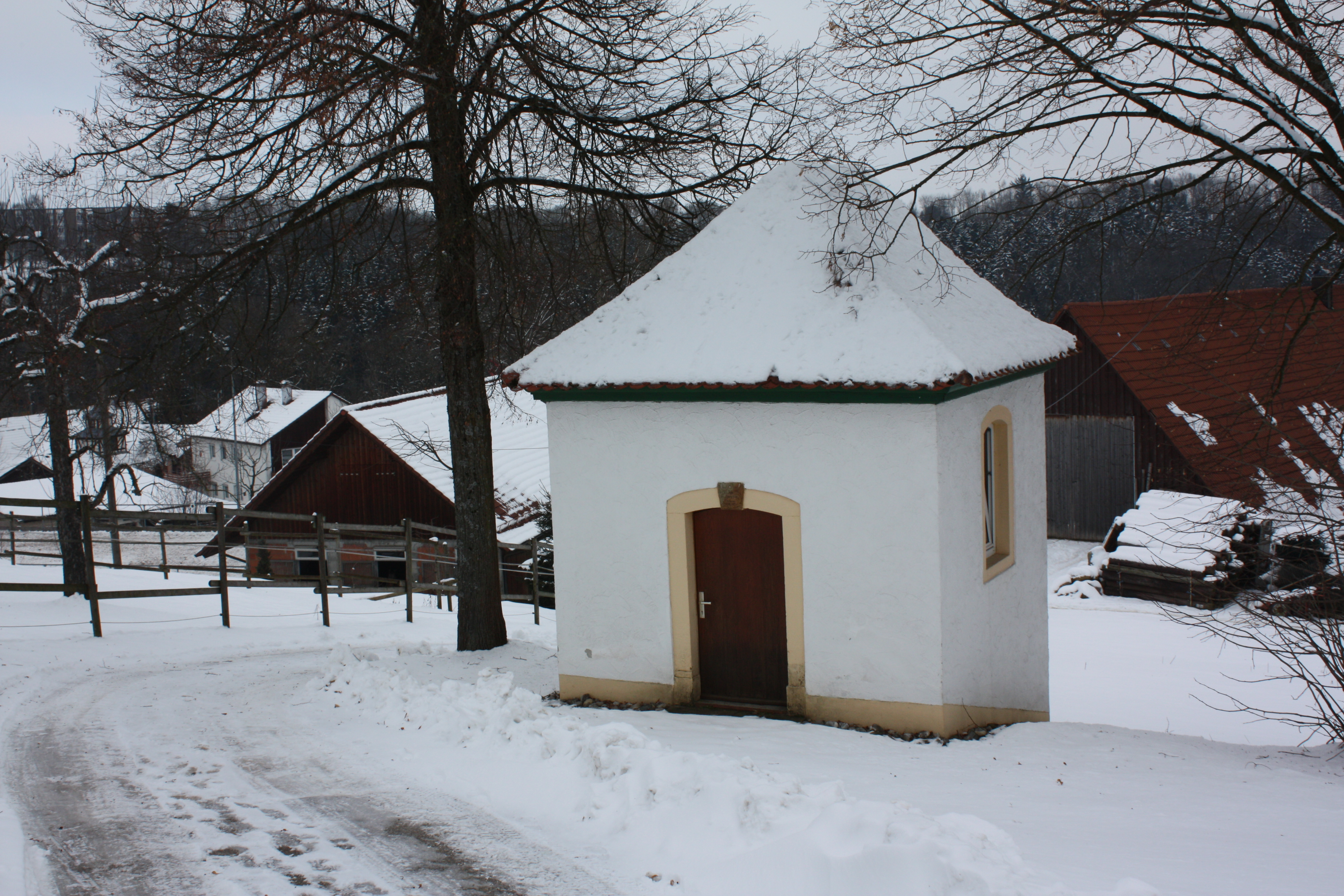
Rehnenhofkapelle von Westen

Die Rehnenhofkapelle ist eine von zwei Linden flankierte katholische Votivkapelle am Rande des Schwäbisch Gmünder Stadtteils Rehnenhof-Wetzgau.
Die Kapelle wurde 1801 im Kontext einer Klauenseuche gestiftet, 1806 folgte die Benediktion. Instandsetzungen fanden 1899/1900 und 1988 statt. Zur Ausstattung gehört eine Ecce-homo-Figur aus dem 15. Jahrhundert, eine Gottvater-Figur mit Heiliggeisttaube aus dem 17. Jahrhundert sowie eine Pietà aus dem 17./18. Jahrhundert auf dem Altar. Sie ist eine Nachbildung der Pietà von Beiswang. Das Kruzifix ist aus dem 18. Jahrhundert. Die restlichen Figuren stammen aus der Bauzeit oder sind jünger. Die Lourdesgrotte aus Gips wurde 1899 geschaffen. Ein Ölgemälde von 1801 soll eine Abbildung eines Mariengnadenbildes, das 1609 in das Kloster Gotteszell kam.